# Korn (album)
Korn je debutové album stejnojmenné americké hudební kapely Korn (někdy psané KoЯn) z roku 1994. CD má do té doby neslýchanou hudbou kombinující heavy metal, alternative metal, funk metal, grunge a hip-hop, přičemž tato směsice stylů dostane později název nu-metal. Zpěvák Jonathan Davis využívá na této desce scat a dokonce hraje na dudy. Podle kritiků si kapela vypůjčuje různé typy hudebních elementů od skupin Pantera, Jane's Addiction, Rage Against the Machine, Helmet, Faith No More, Anthrax, Cypress Hill a N.W.A.
Korn obsahuje čtyři singly s názvem Blind, Shoots and Ladders, Need To a Clown.

## Seznam skladeb
1. Blind – 4:19 Videoklip
2. Ball Tongue – 4:29
3. Need To – 4:01
4. Clown – 4:37 Videoklip
5. Divine – 2:51
6. Faget – 5:49
7. Shoots and Ladders – 5:22 Videoklip
8. Predictable – 4:32
9. Fake – 4:51
10. Lies – 3:22
11. Helmet in the Bush – 4:02
12. Daddy – 17:31

## Umístění
| Rok  | Hitparáda       | Pozice |
| ---- | --------------- | ------ |
| 1995 | Top Heatseekers | 1      |
| 1996 | USA             | 72     |
| 1996 | Austrálie       | 46     |
| 1998 | Nový Zéland     | 10     |

## Obsazení
Korn
- Jonathan Davis – vokály, dudy
- Brian „Head“ Welch – elektrická kytara
- J. "Munky" Shaffer – elektrická kytara
- Fieldy – basová kytara
- David Silveria - bicí